# Inițiativa cetățenească
Inițiativa cetățenească (sau inițiativa populară) este forma de democrație directă prin care o petiție poate forța o procedură legală asupra unei propuneri. Succesul unei inițiative cetățenești depinde de formularea exactă.

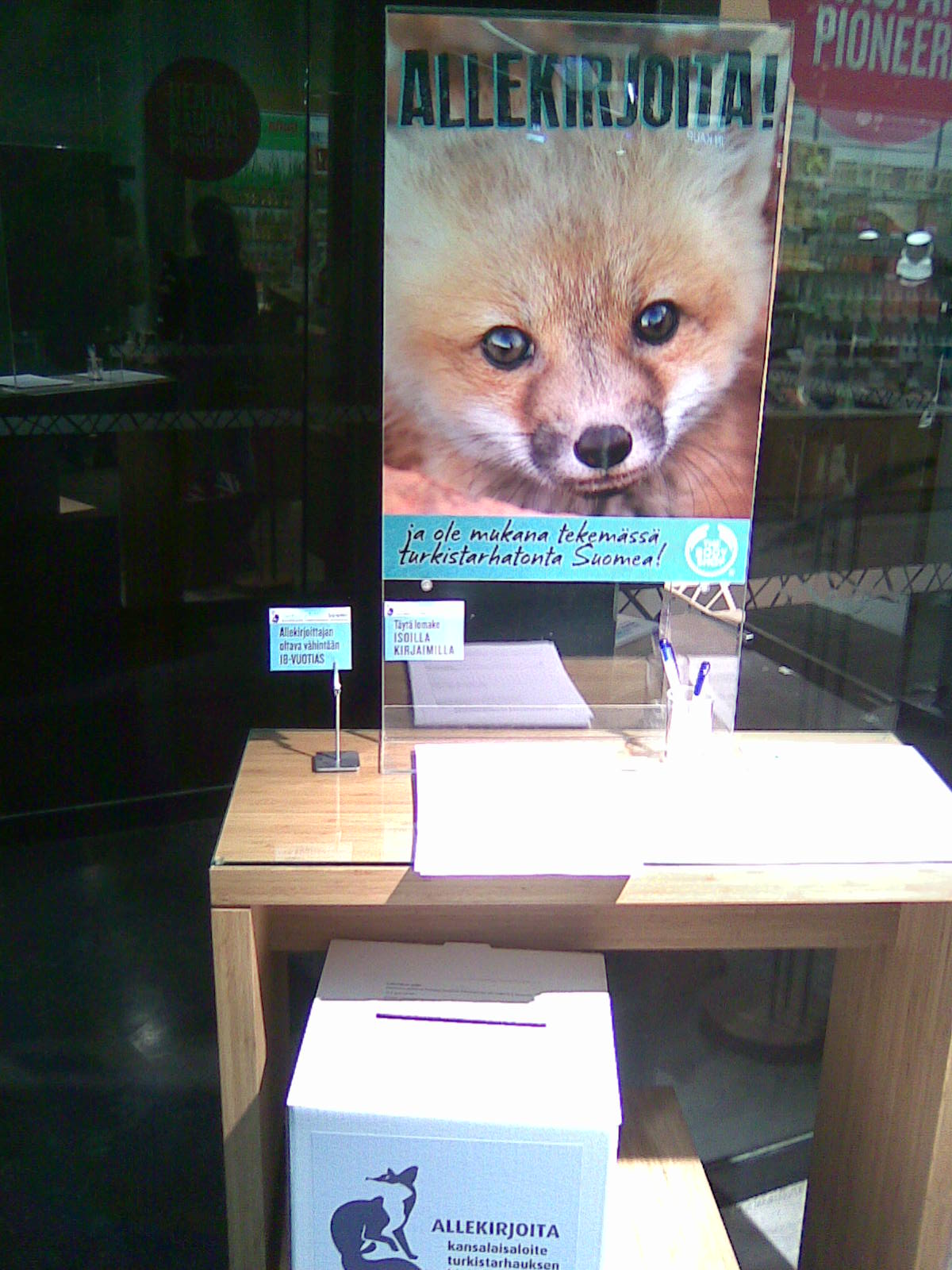
Punct de colectare a semnăturilor la The Body Shop din centrul comercial Kluuvi, Helsinki, pentru una dintre primele inițiative ale cetățenilor din Finlanda, despre interzicerea creșterii blănurilor.

Într-o inițiativă directă, propunerea este pusă direct la un plebiscit sau referendum, denumit și referendum inițiat de cetățeni.
Într-o inițiativă indirectă, măsura propusă este mai întâi transmisă legislativului, iar dacă legea propusă este respinsă de către legislativ, guvernul poate fi obligat să supună propunerea unui referendum. Propunerea poate viza o lege, un amendament constituțional, o ordonanță locală sau poate obliga executivul sau legislativul să ia în considerare subiectul, incluzându-l pe ordinea de zi. În contrast, un referendum popular le permite alegătorilor doar să abroge legislația existentă.
Pragurile pe care o petiție trebuie să le atingă variază între țări, fiind necesar de obicei un anumit număr de semnături din partea alegătorilor înregistrați, pentru a preveni un val de măsuri frivole pe buletinul de vot. S-a argumentat că un prag bazat pe semnături nu reflectă întotdeauna sprijinul popular, deoarece acesta poate fi atins prin angajarea unei companii profesioniste pentru colectarea semnăturilor. Ca alternativă la pragul bazat pe semnături, a fost propus un sondaj de opinie public sponsorizat de stat pentru a îndeplini acest criteriu.

## După tip

### Inițiativă directă
O inițiativă directă plasează măsura inițiativei direct pe buletinul de vot, pentru ca alegătorii să o aprobe sau să o respingă. Măsura nu este trimisă mai întâi legislativului pentru susținere.

### Inițiativă indirectă
O inițiativă indirectă este supusă votului legislativului după ce se colectează un număr suficient de semnături din partea populației cu drept de vot. În majoritatea cazurilor, măsura este supusă unui vot popular ulterior doar dacă este modificată de legislativ.

### Inițiativă de stabilire a agendei
O inițiativă de stabilire a agendei este o măsură trimisă prin petiție unui legislativ pentru examinare. Legislativul poate alege să aprobe sau să respingă propunerea fără un vot public. Această formă de inițiativă este mai frecventă decât o inițiativă directă sau indirectă cu efect juridic obligatoriu.

## Europa

#### Uniunea Europeană
Inițiativa cetățenească europeană permite cetățenilor Uniunii Europene să propună direct legislație la nivelul UE. Aceasta necesită semnătura a cel puțin un milion de cetățeni din minimum șapte state membre, iar propunerea trebuie să fie susținută de un anumit număr de semnături din fiecare țară. Dacă sunt îndeplinite condițiile, Comisia Europeană poate examina și, eventual, propune legislația solicitată.

#### Germania
Toate statele germane au dreptul la inițiativă. Cu toate acestea, nu există nicio inițiativă constituțională a cetățenilor în Germania la nivel federal.

#### Irlanda
Constituția Irlandei, de la promulgarea sa din 1937, nu a prevăzut niciodată inițiative cetățenești.  Din 2012, Oireachtas (parlamentul) are un comitet mixt la care publicul poate trimite petiții pe care comitetul trebuie să le analizeze formal, dar nu este obligat să le accepte.

#### România
Conform articolului 74 din Constituția României, grupurile de cel puțin 100.000 de cetățeni români cu drept de vot, care locuiesc în cel puțin un sfert din toate județele și care au cel puțin 5.000 de semnături pe județ, au dreptul să inițieze o Inițiativă Cetățenească care trebuie să fie luată în considerare de către corpul legislativ (Inițiativele care vizează chestiuni fiscale sau internaționale nu sunt incluse în acest drept). Dacă inițiativa vizează modificarea Constituției, articolul 150 din Constituție prevede că grupul trebuie să includă cel puțin 500.000 de cetățeni români cu drept de vot care locuiesc în cel puțin jumătate dintre județele țării, cu un minim de 20.000 de semnături pe județ. Articolul 151 din Constituție mai stipulează că orice modificare adusă acesteia trebuie să fie aprobată și printr-un Referendum Național.

#### Elveția
Inițiativa populară federală a fost inclusă în Constituția Federală a Elveției în 1891, permițând unui anumit număr de cetățeni (în prezent 100.000 de semnături în 18 luni) să solicite modificarea unui articol constituțional sau chiar introducerea unui nou articol în constituție. Dreptul de inițiativă este utilizat și la nivel cantonal și comunal în Elveția; multe cantonuri permit inițiative pentru adoptarea de legi obișnuite, dar sistemul federal nu permite acest lucru.
Dacă se atinge numărul necesar de susținători, inițiativa va fi supusă unui plebiscit cam după doi sau trei ani; această întârziere ajută la prevenirea influenței stărilor politice pe termen scurt asupra constituției. Parlamentul și guvernul vor emite ambele opinii oficiale privind recomandarea de a vota pentru sau împotriva modificării propuse, iar aceste opinii vor fi publicate. Parlamentul poate, de asemenea, să propună o alternativă de modificare, care va fi inclusă și pe buletinul de vot; în acest caz, alegătorii vor da două voturi: unul pentru a decide dacă doresc sau nu o modificare și unul pentru a alege care modificare doresc, cea originală din inițiativă sau cea introdusă în parlament, în cazul în care o majoritate decide să modifice.
O schimbare propusă de cetățeni în constituția Elveției la nivel național trebuie să obțină atât o majoritate a votului popular național, cât și o majoritate a votului pe canton pentru a fi adoptată. Marea majoritate a inițiativelor naționale introduse din 1891, când a început sistemul, nu au primit sprijinul votanților. Dar aceste inițiative s-au dovedit a fi un instrument util pentru a forța guvernul să se concentreze asupra subiectelor care, altfel, ar rămâne ascunse din politică, reducând distanța dintre guvern și cetățeni.